# Batalla de Txàssiv Iar
La batalla de Txàssiv Iar és una batalla pel control de la ciutat de Txàssiv Iar entre les Forces Armades de Rússia i les Forces Armades d'Ucraïna.

## Preludi
Txàssiv Iar ha estat una ciutat de primera línia des que la seva ciutat veïna de Bakhmut va caure sota control rus el 20 de maig de 2023. Poc després, les forces ucraïneses van aconseguir estabilitzar la línia del front i van empènyer les forces russes cap enrere al llarg dels flancs de Bakhmut durant la seva contraofensiva de 2023.
Després de la conclusió de la batalla d'Avdíivka el febrer de 2024, les forces russes van reprendre els esforços d'assalt des de l'oest de Bakhmut cap a Txàssiv Iar. Txàssiv Iar va ser vist com el següent objectiu de les forces russes després de prendre Avdíivka.
El 8 de febrer, l'ISW va assenyalar que els funcionaris russos i ucraïnesos van informar que s'estaven produint compromisos posicionals en direcció al Txàssiv Iar.
El 17 de febrer, les forces russes van llançar una bomba termobàrica ODAB-1500 sobre posicions de defensa a Txàssiv Iar.
Illia Ievlash, el portaveu del grup estratègic operacional Khortitsia, va anunciar el 27 de febrer que Rússia estava apuntant a pobles a l'est de Txàssiv Iar, com Bohdanivka. Ievlash també va afirmar que els comandants russos estaven utilitzant tàctiques d'ona humanes que involucraven les unitats de convictes Storm-Z i Storm-V que havien perdut el 60% del seu suport blindat a causa de l'artilleria ucraïnesa. Yevlash va anunciar que Rússia estava preparant un nou esforç concertat per capturar Txàssiv Iar l'1 de març, afirmant que les incursions limitades prèvies eren operacions de recopilació d'intel·ligència per provar les debilitats de la ciutat.
El 23 de març, l'exèrcit rus va afirmar haver capturat el poble d'Ivanivske. El bloguer i soldat ucraïnès Vitali Ovtxarenko va informar el 26 de març que les forces russes estan bombardejant la ciutat cada dia i que la ciutat està constantment sota atac.

## Batalla

### Primers combats i captura de Bohdanivka (6-21 d'abril)
Després de mesos d'enderrocar les posicions fortificades ucraïneses entre Bakhmut i Txàssiv Iar, les Forces Armades russes van llançar el seu primer assalt armat directe a la ciutat de Txàssiv Iar el 4 d'abril. Amb el suport aeri proper de Su-25, suport aeri proper en una columna mecanitzada de la mida d'una companyia que avançava al llarg de la carretera T0506 (Khromove-Txàssiv Iar) i arribava als afores orientals de la ciutat, on el 23è Batalló d'Infanteria d'Ucraïna estava guarnit. L'endemà, els informes russos van suggerir que les forces russes es van atrinxerar al llarg del carrer Zelena, el carrer més exterior del "microdistricte de Kanal", que es troba a l'est del canal Síverski Donets i és el districte més oriental de Txàssiv Iar. Els militars ucraïnesos van reconèixer que la situació als afores de Txàssiv Iar s'havia tornat tensa i difícil enmig de la invasió russa, però van negar la presència russa a l'interior de Txàssiv Iar.
El 6 d'abril, el Comandant en Cap Oleksander Sirski va declarar que "Txàssiv Iar roman sota el nostre control, ja que tots els intents de l'enemic d'avançar cap a l'assentament han fracassat." L'alcalde Sergi Txaus va confirmar que la situació a la ciutat era ara perillosa, dient que hi havia "foc constant" escoltat a la ciutat i que "no queda ni un sol edifici intacte". L'últim punt d'estabilització conegut de la ciutat, un lloc mèdic que tracta els soldats ferits evacuats de la línia del front, va ser evacuat recentment per raons de seguretat, el que va provocar que els soldats ucraïnesos ferits havien de ser evacuats de la ciutat en camió o a peu, segons un metge. Mentrestant, els soldats de la 5a Brigada d'Assalt d'Ucraïna van confirmar que estaven augmentant els seus atacs amb drons FPV, inclosos els Mavics. La guarnició de Txàssiv Iar va patir escassetat d'artilleria i municions antiaèries. Mentrestant, el Centre per Defence Strategies, un laboratori d'idees ucraïnès, va assenyalar que "les operacions de combat erban aviat poden començar a Txàssiv Iar".
El 9 d'abril, el grup estratègic operacional de Khortitsia va reiterar que les forces russes encara havien d'entrar a Txàssiv Iar, però va declarar "tant avui com ahir, l'enemic va utilitzar la seva superioritat aèria en míssils i municions d'artilleria de gran calibre" per bombardejar la infraestructura de la ciutat en suport de la infanteria russa i els assalts de la IFV. Els russos estaven intentant transferir la infanteria i grans quantitats de peces d'artilleria "tan a prop de la línia de contacte com fos possible perquè poguessin llançar assalts, però els defensors ucraïnesos estan fent tot el possible per repel·lir aquests atacs", incloent-hi l'ús de "foc de contrabateria a gran escala", segons Khortitsia.
El 10 d'abril, els ucraïnesos van repel·lir una "empresa mecanitzada reforçada" russa, deixant la seva base a Ivanivske i conduint cap a l'oest cap a la silvicultura al sud de Txàssiv Iar i al sud-est del microdistricte de Kanal. Segons s'informa, els artillers d'artilleria ucraïnesos, les tripulacions antitanc de míssils o els operadors de drons van utilitzar un petit pont danyat a la carretera T-0504 a l'oest d'Ivanivske com a punt d'ofegament per atrapar l'avanç de les armadures russes, colpejant almenys un BMP rus mentre travessava el pont i obligant a la resta de vehicles d'assalt a retirar-se. Els soldats ucraïnesos inicialment van reclamar que 11 dels 25 vehicles russos van ser destruïts, però un observador militar posteriorment va dir que 19 dels 34 vehicles van ser destruïts.
L'11 d'abril, l'Institut per a l'Estudi de la Guerra, un laboratori d'idees americà i observador de guerra, va avaluar que les batalles posicionals continuaven als afores orientals de Txàssiv Iar i va citar fonts russes que afirmaven que elements de la 98a Divisió Aerotransportada de la Guàrdia de Rússia estaven participant en els assalts prop del microdistricte de Kanal i Bohdanivka.
El 13 d'abril, DeepStateMap.Live va informar que les forces russes van capturar la ciutat de Bogdanovka, situada a 3 quilòmetres al nord-est de Txàsisv Iar.
El 14 d'abril, el coronel general Sirski va declarar que les brigades de guarnició de Txàssiv Iar havien estat reforçades amb "municions, drons i equips de guerra electrònica". Sirski també va declarar que el lideratge militar rus havia encarregat a les seves tropes la captura de Txàssiv Iar el 9 de maig.
El 16 d'abril, la Guàrdia Nacional d'Ucraïna va declarar que els russos estaven transferint tropes, reserves i recursos del front Svàtove-Kreminnà relativament estancat per reforçar l'eix de Txàssiv Iar, indicant "la importància estratègica de txàssiv Iar per a l'enemic. Intentaran assegurar-se'n. Una victòria aquí per qualsevol mitjà necessari".
Els dies 17 i 18 d'abril, l'ISW va informar dels avenços russos enmig dels enfrontaments en curs al sud-est de Txàssiv Iar prop d'Ivanivske i al nord-est de Chasiv Yar a l'eix de Bogdanovka, amb fonts russes que afirmaven avenços en l'aproximació a Kalinivka, situada a l'oest de Bogdanovka i al nord-est de Txàssiv Iar. Les forces ucraïneses van comentar sobre les operacions russes, amb el grup estratègic operacional de Khortitsia informant que les tropes russes estaven utilitzant vehicles tot terreny per traslladar i desplegar ràpidament infanteria a la primera línia, mentre que un comandant de batalló ucraïnès que defensava Txàssiv Iar va al·legar que els russos van perdre "entre 40 i el 70% del seu equip durant els assalts" i va dir que 50 drons FPV ucraïnesos atacaven entre 20 i 25 objectius russos "cada dia". Un portaveu de l'exèrcit ucraïnès va declarar que els russos estaven intentant evitar la detecció de drons limitant la mida dels seus grups d'assalt a no més de la mida de l'empresa. Els avions de guerra russos, inclosos els Sukhoi Su-25 i els Sukhoi Su-34, van continuar llançant forts atacs de bombes lliscants contra els dipòsits de munició ucraïnesos i les posicions de lluita a la ciutat i als voltants enmig de l'escassetat de municions de defensa aèria d'Ucraïna.
El 19 d'abril, l'observador militar ucraïnès Kostyantyn Mashovets va informar que els russos estaven assaltant el Txàssiv Iar des de tres direccions: des de l'eix Bohdanivka-Kalynivka cap al microdistricte de Kanal, al llarg de la carretera T0504 (Bakhmut-Txàssiv Iar), i des de l'eix Ivanivske-Klishtxivka cap al canal.
El 21 d'abril, el Ministeri de Defensa rus va anunciar la captura de Bohdanivka, ja que les forces russes van continuar avançant cap a l'oest cap a Txàssiv Iar.

### Continuen el combats i la captura d'Ivanivske (22 d'abril - 21 de juny)
El 22 d'abril, el grup operacional-estratègic Khortitsia d'Ucraïna va declarar que entre 20.000 i 25.000 soldats russos estaven assaltant Txàssiv Iar i els seus assentaments de falda i va reconèixer que la situació continuava sent difícil "però controlable". Les forces russes estaven "assaltant constantment" a Txàssiv Iar i intentant guanyar un lloc a la ciutat, però van ser repel·lides repetidament pels defensors ucraïnesos reforçats, segons el portaveu del grup.
El 2 de maig, el general major Vadim Skibitski, el director adjunt de la Direcció Principal d'Intel·ligència d'Ucraïna (HUR), va declarar que era "probablement una qüestió de temps" que les forces russes capturarien Txassiv Iar, però que la captura no era imminent i depenia de les reserves i subministraments ucraïnesos.
El 3 de maig, el comandant de les Forces Terrestres Ucraïneses, el tinent general Oleksander Pavliuk, va declarar que les forces russes tenien un avantatge d'artilleria estimat de 10 a 1 sobre les forces ucraïneses i gaudien de "superioritat aèria total" sobre el Txàssiv Iar.
El 7 de maig, Nazar Voloshyn va negar que les forces ucraïneses havien destruït un pont. Més tard va dir que les forces ucraïneses estaven realment reparant el pont quan va ser colpejat per drons FPV russos.
El 12 de maig, els warblogs russos van afirmar que les forces russes havien avançat al nord del microdistricte de Kanal i fins a tres quilòmetres d'ample i fins a 750 metres de profunditat en la silvicultura al sud de Txàssiv Iar i a l'oest d'Ivànivske. Alguns warblogs van afirmar que la reserva natural Stupki-Holubovski-2 al sud-est de Txàssiv Iar va ser totalment capturada, tot i que la ISW no havia observat proves visuals d'aquestes afirmacions.
Entre el 17 i el 18 de maig, el 98è VDV de Rússia va llançar un altre assalt mecanitzat contra el Txàssiv Iar, comparable a l'avanç del 4 d'abril. Segons s'informa, tres unitats de l'HUR MO - el Regiment Kraken, la Unitat de Propòsit Especial "Artan" i la Legió Internacional d'Intel·ligència de Defensa d'Ucraïna - van repel·lir amb èxit l'assalt, que suposadament va implicar dos tancs i 21 IFV. El 18 de maig, el president Volodímir Zelenski va esmentar l'assalt en una declaració, dient que almenys 20 vehicles van ser destruïts. L'ISW va avaluar que l'assalt era indicatiu dels intensificats esforços russos per capturar Txàssiv Iar, probablement per capitalitzar l'augment de la pressió del teatre d'operacions sobre els defensors ucraïnesos d'altres eixos d'avanç al Donbass i l'ofensiva de Khàrkiv, llançada recentment. "Les forces ucraïneses han transferit recentment elements d'una brigada ucraïnesa que defensava a la zona de Txàssiv Iar a la zona de Vovtxansk, i les forces russes probablement han intensificat les operacions ofensives prop de Chasiv Yar per aprofitar ràpidament les debilitats defenses ucraïneses", va observar l'ISW.
Entre el 21 i el 22 de maig, imatges geolocalitzades publicades en línia indicaven que les tropes ucraïneses havien recapturat diversos edificis a la part oriental del microdistricte de Kanal. En canvi, fonts russes van afirmar que elements del 98è VDV havien avançat 500 metres dins del microdistricte de Kanal i estaven lluitant a les vores orientals del microdistricte de Novi. Un warblog rus va afirmar que elements del 98è i 11è VDV controlaven una secció de la reserva natural Stupki-Holubovski 2 fins al costat oriental del Donets de Siverski - Canal de Donbàs, i que elements de la 200a Brigada Motoritzada de Fusellers estaven assaltant prop de Kalinivka. El grup Khortitsia d'Ucraïna va declarar que Rússia planejava retirar elements del 98è VDV de la línia del front per a la reposició.
El 23 de maig, el coronel general Oleksander Sirski va reiterar que els russos volien capturar Txàssiv Iar "a qualsevol cost" enmig d'assalts regulars, almenys alguns dels quals involucraven tancs T-90 i IFV. Segons Sirski, aquests assalts estaven sent repel·lits per sistemes antitanc i atacs amb drons FPV. Les fonts russes van afirmar que les forces russes van avançar fins a 800 metres de profunditat i 1,55 quilòmetres d'amplada a la part nord de la reserva natural Stupki-Holubovski 2, encara que la ISW no va poder verificar aquestes afirmacions. Al voltant d'aquest temps, elements del 98è VDV de Rússia operaven prop del microdistricte de Novyi, mentre que elements del 58è Batalló Spetsnaz (part del 1r Cos de l'Exèrcit de la República Popular de Donetsk) i la Brigada Sever-V voluntària també operaven al front de Txàssiv Yar, com cita l'ISW.
Entre el 26 i el 28 de maig, les tropes russes van avançar diversos centenars de metres d'ample en el microdistricte de Kanal, avançant més al llarg del carrer Zelena i capturant un dormitori i diversos edificis de diverses plantes, segons fonts russes. Un warglog rus va afirmar que les forces russes també van capturar la meitat oriental de Kalinivka. Un altre warblog rus va afirmar que hi havia escassetat de sistemes de guerra electrònica entre les forces russes a la zona de Txàssiv Iar. Els informes d'avanços russos no es van verificar de manera independent en aquell moment i la ISW no va confirmar cap avanç. Mentrestant, el 27 de maig van aparèixer imatges que mostraven que les forces ucraïneses repel·lien un assalt mecanitzat de mida escamot al front de Txàsssiv ar.
El 31 de maig, el mapa DeepState va informar de petits avenços russos en la silvicultura al nord del microdistricte de Kanal.
Al voltant del 2 de juny, el tinent Oleksander Petrakovski, un experiodista ucraïnès que s'havia convertit en el comandant d'una companyia mecanitzada de la unitat militar A42, va ser declarat desaparegut en acció durant una missió de combat a Txàssiv Iar el 30 de maig. Petrakovski va dirigir un grup de soldats en la captura ràpida d'un refugi rus, però els russos van atacar el refugi amb explosius durant un contraatac reeixit. "Una mina va colpejar el botí. Ningú va sortir després d'això. Van buscar els ferits amb un helicòpter. Els nostres nois van entrar dues vegades per recollir els cossos, però no van servir de res. La posició està ara sota el control de l'enemic", segons informes de companys i companys de soldats.
El 4 de juny, el Kiiv Independent va informar que les forces russes estan avançant en un intent de tallar l'autopista T0504 al sud de Txàssiv Iar, que és una ruta de subministrament clau per a Ucraïna.
El 6 de juny, els ucraïnesos van registrar 1.100 atacs d'artilleria i morter al front de Txàssiv Iar i 302 a la mateixa ciutat, principalment a la part sud de la ciutat. El matí del 6 de juny, els russos van dur a terme sis atacs aeris a la ciutat, suposadament desplegant cinc bombes aèries guiades. El portaveu del grup estratègic Khortitsia, el tinent coronel Nazar Voloshin, va afirmar que els russos van dur a terme tres costosos assalts de vehicles blindats, resultant en 92 ferits i 75 víctimes mortals.
Entre el 8 i el 9 de juny, imatges geolocalitzades indicaven que les tropes russes, inclòs el 98è VDV, havien avançat en una àrea industrial del microdistricte de Kanal, amb algunes fonts russes que afirmaven que tota la zona industrial va ser capturada.
El 10 de juny, DeepStateMap.Live va informar que les forces russes van capturar el poble d'Ivanivske als afores orientals de Txàsiv Iar. El tinent coronel Nazar Voloshin, portaveu del grup Khortitsia, va negar aquests informes i va afirmar que les forces ucraïneses havien repel·lit tots els avenços russos dient "Reglament Ivanivske, puc dir això: els assentaments pertanyen a Ucraïna, les forces de defensa (ucraïneses) controlen aquest sector" afegint "tots els intents dels ocupants russos per avançar es troben amb una resistència ferotge per part dels defensors ucraïnesos".

### Captura del districte "Kanal" i Kalinivka oriental (11 de juny - 24 de juliol)
L'11 de juny, l'observador militar ucraïnès Kostiantin Mashovets va informar que el 98è VDV va avançar recentment fins a la intersecció dels carrers Koshovoho i Zrazkova dins del microdistricte de Kanal. Elements de l'11a VDV i la 150a Divisió de Fusellers de Motors de Rússia també van ser assalts continuats contra el microdistricte de Novi.
El 13 de juny, un comandant de la unitat ucraïnesa a Txàssiv Iar va declarar que els russos estaven intentant atacar des de l'eix Klishtxiivka-Andriivka per tal de flanquejar al sud i atacar la rereguarda sud de Txàssiv Iar. El comandant també va afirmar que els russos ja no realitzaven "assalts de carn" dirigits per la infanteria, sinó que operaven en petits grups d'infanteria recolzats per vehicles mecanitzats. Va afegir que els russos de tant en tant utilitzaven motocicletes militars durant els assalts i augmentaven el seu ús de drons en la línia de front. Les imatges geolocalitzades suggereixen que les tropes russes encara eren 700-800 metres a l'est del Síverski Donets - Canal de Donbàs.
El 14 de juny, la ISW va citar un comandant en funcions d'un batalló de drons ucraïnesos afirmant que els russos estaven desplegant armes químiques a Txàssiv Iar. El comandant va al·legar que les tropes russes estaven barrejant productes químics no especificats amb cloropicrina, un agent de control antidisturbis similar al gas lacrimogen. La Convenció sobre Armes Químiques, que Rússia ha signat, prohibeix l'ús de cloropicrina en la guerra.
El 20 de juny, la 24a Brigada Mecanitzada d'Ucraïna va anunciar que havia redistribuït unitats a Txàssiv Iar per reforçar les defenses. Les forces russes estaven "organitzant constantment assalts frontals massius i tractant d'evitar l'assentament des del nord i el sud", segons la brigada, que va descriure la batalla com "extremadament difícil". L'endemà, el portaveu del grup Khortitsia, el tinent coronel Nazar Voloshin, va dir que "petits grups de fins a cinc" soldats russos estaven intentant infiltrar-se als districtes de Novi i Kanal enmig de continus assalts frontals mecanitzats, però va dir que la situació es mantenia "sota control".
El 22 de juny, Nazar Voloshin, portaveu del grup operatiu-estratègic Khortitsia, va afirmar que 50 russos van morir i 80 van resultar ferits, de 250 morts i 400 ferits el dia anterior. Les pèrdues mitjanes russes, va afirmar, eren de 60 a 80 al dia. Voloshin també va afirmar que 1100 atacs de morter i artilleria van tenir lloc en aquesta zona en només un dia. I a la zona de Txàssiv Iar... es van fer més de 260 atacs de diversos tipus d'armes.
Un portaveu d'una brigada ucraïnesa a Txàssiv Iar va afirmar el 26 de juny que els russos estaven disminuint el seu ús de vehicles de combat blindats i artilleria de tubs, en lloc d'atacar principalment amb infanteria i morters.
Entre el 27 i el 29 de juny, la 24a Brigada va informar d'intensos enfrontaments a prop del canal de Donbàs, ja que les forces russes van continuar assalts frontals "sense fi" concurrents amb atacs als flancs de la ciutat, utilitzant una varietat d'armes, inclosos drons FPV i atacs aeris. El 24è va assenyalar que les forces d'assalt russes incloïen paracaigudistes, personal d'operacions especials i antics presoners de la unitat penal Storm-V. Nazar Voloshin va afirmar que les tropes russes van ser obligades a sortir del seu lloc al districte de Kanal, però les forces russes van informar de continus avenços i van afirmar haver destruït una torre de comunicacions prop de la ciutat. Mentrestant, el 217è Regiment Aerotransportat de la Guàrdia de Rússia va ser suposadament lluitant a Txàssiv Iar el 28 de juny.
L'1 de juliol de 2024, els warblogs russos van informar d'avanços menors al nord-est i al sud de Kalinivka, ja que els enfrontaments van continuar prop dels districtes de Kanal i Novyi i prop de Klishtxiivka.
El 2 de juliol, l'observador militar Kostiantin Mashovets va informar que les tropes ucraïneses havien "perdut completament" el districte de Kanal i va afirmar que elements del 98è VDV de Rússia, inclosos els 217è, 299è i 331è regiments, havien capturat el districte, possiblement amb l'ajuda de l'11è VDV i el 102è Regiment Motoritzat de Fusellers. Mashovets va afegir que els russos també ocupaven posicions a l'oest del districte de Kanal, prop d'un pont destruït al llarg del carrer Oleh Koshevoi. Segons Euromaidan Press, la infanteria russa va avançar sota la cobertura d'un bombardeig amistós i va capturar la zona industrial del districte abans de caure sota el foc de llançagranades automàtic Ucraïneses de les línies d'arbres properes. El control de la zona industrial va permetre als russos flanquejar els ucraïnesos que es trobaven en els edificis de diversos pisos restants enmig de continus atacs aeris amb bombes de planatge i artilleria, que finalment van provocar una retirada a l'oest del canal, la sortida va continuar.
El 3 de juliol de 2024, el Ministeri de Defensa rus va afirmar que les seves forces havien agafat el control total del districte de Novi i Kanal a l'est de Txàsiv Iar i, per tant, havien obligat les forces ucraïneses a retirar-se darrere del canal. La captura d'ambdós districtes també va ser confirmada per l'Ucraïnès DeepStateMap i l'Institut per a l'Estudi de la Guerra.
El grup Khortitsia va confirmar la pèrdua del districte de Kanal el 4 de juliol, afirmant que les condicions dins del districte en ruïnes s'havien tornat "inactius" i mesos d'artilleria i atacs aeris van fer que el subministrament i el manteniment de les posicions allà insostenibles, resultant en una "retirada protegida" a l'oest del canal. Un portaveu de la 24a Brigada va qualificar els combats com a "críticament difícils" i va passar a descriure les tàctiques russes, dient que la infanteria russa es traslladaria als boscos propers i després es dispersaria per "atacar les posicions ucraïneses en petits grups ... Els soldats que avançaven estaven coberts per bombardejos i atacs amb drons". Un soldat no identificat de la 24a Brigada va dir als mitjans de comunicació que abandonar el districte en ruïnes de Kanal va escurçar les línies de subministrament ucraïneses, va millorar la logística i va salvar vides, i va insistir que la nova prioritat d'Ucraïna era utilitzar el terreny defensiu per "enfonsar" qualsevol intent d'avanç rus a través del canal. Oleh Shiriaiev, el comandant del 255è Batalló d'Assalt d'Ucraïna, va afirmar que els russos van arrasar tots els edificis del districte que encara no havien estat destruïts pels bombardejos. Va acusar els russos de desplegar tàctiques de terra cremada, destruint tot el que podria ser utilitzat com a posició defensiva, tot i tenir un avantatge de 10 a 1 en la batalla.
El 7 de juliol, l'ISW va informar que les forces russes havien avançat per capturar tot el territori a l'est del canal, tant a Txàssiv Iar com a la zona circumdant, incloent-hi parts de Kalinivka. El mateix dia, Ivan Petritxak, portaveu de la 24a Brigada, va declarar que els tirotejos, els incendis de contrabateria i els duels d'artilleria van continuar sense parar, però la intensitat dels bombardejos havia disminuït després de la caiguda del districte de Kanal. Les rutes d'evacuació i subministrament d'Ucraïna van persistir a l'oest del canal, i això permet el transport de municions i ferits, segons Petritxak.
L'11 de juliol, les forces russes continuaven consolidant posicions a les ruïnes del districte de Kanal mentre llançaven atacs al nord de Txàssiv Iar cap a Kalinivka i Hrihorivka en els esforços per consolidar la línia de front a l'est del canal de Síverski Donets - Canal de Donbàs. Segons les tropes ucraïneses, el canal actuava com una barrera que assistia a les seves operacions defensives. Un coronel ucraïnès a Chasiv Yar va afirmar que les tropes russes encara utilitzaven motocicletes al costat d'ATV i carros de golf per al seu transport durant els assalts, probablement per necessitat a causa de grans pèrdues en vehicles blindats.
El 17 de juliol, les forces russes van trencar les defenses al sud-oest de Kaliinivka i suposadament van arribar a un sistema de canonades que travessa el canal, segons fonts pro-ruses. L'endemà, 18 de juliol, l'observador militar ucraïnès Kostiantin Mashovets va declarar elements del 98è i 11è VDV de Rússia, i els regiments de fusellers motoritzats 200è i 102è van capturar Kalinivka oriental, fins al canal. Els intents de travessar el canal no van tenir èxit, va afegir Mashovets. DeepStateMap.Live va corroborar informes de la captura de Kalinivka a l'est del canal.
El Ministeri de Defensa del Regne Unit va avaluar el 20 de juliol que Rússia havia augmentat les operacions de reconeixement prop de Txàssiv Iar mentre prenia una "aturada tàctica" en assalts terrestres normals.
Vadim Filashkin, el governador de l'óblast de Donetsk, va declarar que 530 civils van romandre a Txàssiv Iar el 24 de juliol, assegurant que tots els nens havien estat evacuats. Filashkin va afegir que els russos estaven obstaculitzant els esforços d'evacuació bombardejant totes les carreteres a la ciutat.

### Travessant el Síverski Donets - Canal de Donbàs (25 de juliol - 17 d'octubre)
Entre el 28 i el 30 de juliol, elements del 98è VDV van acumular-se en el tram de bosc 'Orlovo', situat al sud de Kalinivka i al nord-est del microdistricte "Zhovetnevyi", i van expulsar amb èxit a les tropes ucraïneses de les seves posicions al bosc. Els paracaigudistes russos es van amagar al bosc durant el dia i a la nit van trencar la línia de defensa del Síverski Donets - Canal de Donbàs, suposadament travessant el canal al llarg d'una ruta estreta i consolidant posicions a la riba occidental, als afores orientals del microdistricte "Zhovetnevi" i el microdistricte nord "Novi". Segons els informes, els ucraïnesos van lluitar per contraatacar, ja que les forces russes van utilitzar la guerra electrònica "intensa" per interrompre l'activitat dels drons. No obstant això, un dron del FPV ucraïnès va aconseguir atacar un BMP-3 descarregant vuit soldats abans d'arribar a la riba oest del canal enmig d'un costós assalt. Un warblog va publicar un mapa suggerint que els russos controlaven la major part del bosc 'Orlovo' però no havien travessat el canal, només travessant les zones on el canal corre sota terra.
El 31 de juliol i l'1 d'agost, l'ISW va informar que les forces russes havien "avançat marginalment" i van travessar el canal al nord del districte de Novi, citant imatges geolocalitzades del camp de batalla. Les tropes russes van utilitzar túnels prop de la porció subterrània del canal per infiltrar-se darrere de les posicions ucraïneses a la riba oest i consolidar posicions, segons fonts russes. El comandant en cap ucraïnès, el coronel general Oleksander Sirski, va confirmar que hi havia intensos combats a prop del canal. DeepStateMap. En directe es van corroborar informes de les forces russes que operaven a l'oest del canal, entrant al districte de Zhovetnevi. Les tropes ucraïneses van utilitzar llançagranades i morters col·locats sobre una planta refractària i una elevada mina de carbó del nord per interrompre els intents russos d'expandir el seu cap de pont, causant fortes baixes i pèrdues d'equip, segons Euromaidan Press.

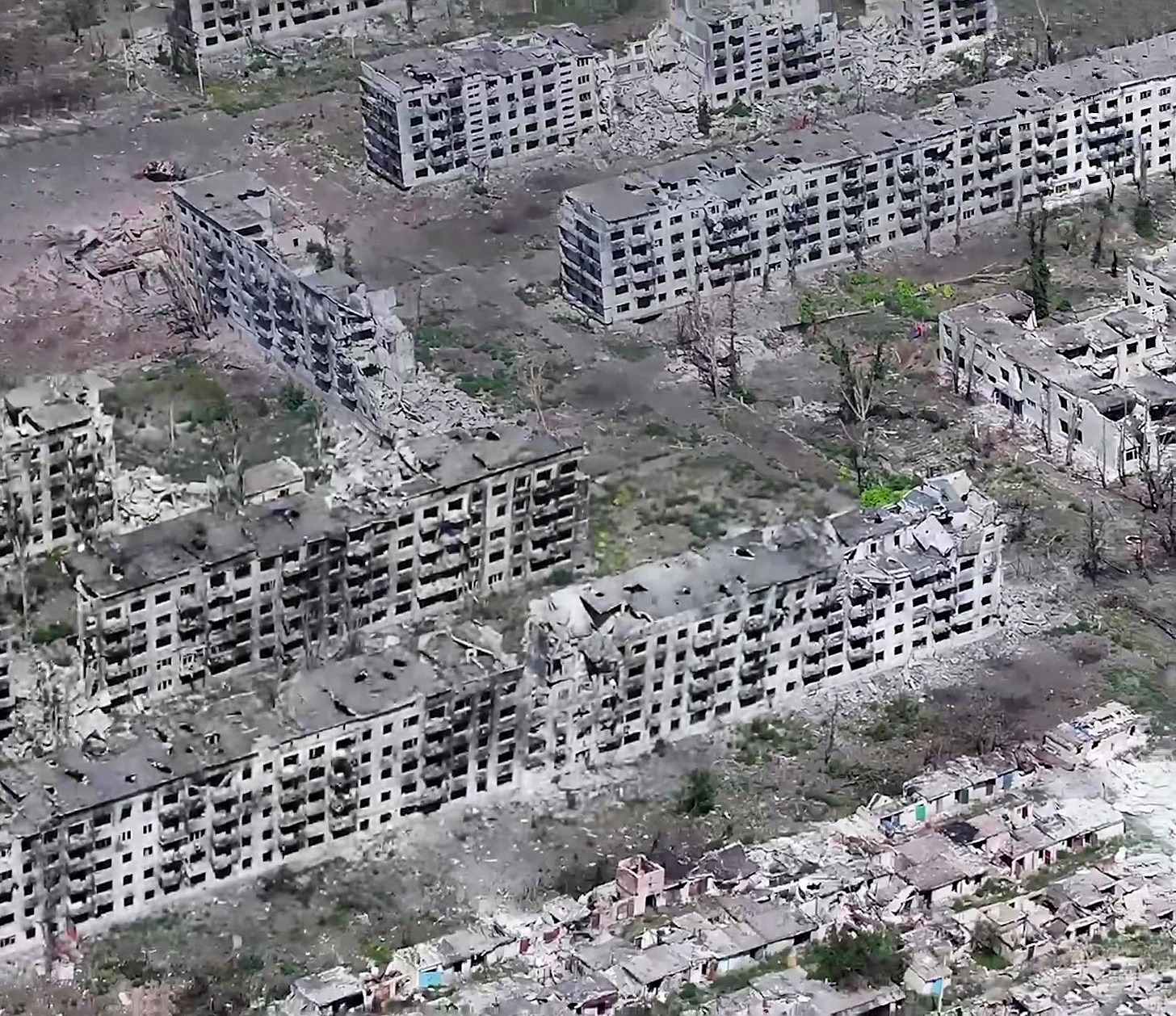
Vista area de Txàssiv Iar a l'agost de 2024

El 4 d'agost, els paracaigudistes russos estaven netejant i consolidant noves posicions al districte de Zhovetnevi, segons fonts russes. El 5 d'agost, les forces russes van fer un petit avanç al sud de Hrihorivka. Un portaveu de la 24a Brigada Mecanitzada d'Ucraïna va reconèixer que les tropes russes encara utilitzaven petites tàctiques d'unitat en la línia del front, però va negar que haguessin establert posicions a l'oest del canal.
En contrast, l'ISW va informar que les tropes russes havien tornat a avançar "marginalment" al districte de Zhovetnevi i van avançar al llarg del carrer Lisova dins de Kalinivka el 9 d'agost.
Els enfrontaments menors van continuar en el front de Txàssiv Iar (Hrihorivka, Kalinivka i més al sud-est prop de Klishtxiivka) entre el 10 i el 16 d'agost, amb la ISW sense observar cap canvi important en la línia del front. Les tropes ucraïneses van contraatacar entre el 16 i el 17 d'agost, fent un avanç marginal al districte de Zhovtnevyi, però ISW no va veure cap evidència visual d'això.
El 29 d'agost, Andri Polukhin, portaveu de la 24a Brigada Mecanitzada, va declarar erròniament durant una entrevista televisiva que les forces russes controlaven el "40%" de Txàssiv Iar, i més tard va retractar la reclamació. DeepState va estimar que Rússia controlava el 8% de la ciutat en aquell moment.
El 2 de setembre, Oleh Kalashnikov, portaveu de la 26a Brigada d'Artilleria d'Ucraïna, va negar que Rússia hagués establert un control total de foc sobre la ciutat i també va negar que les tropes russes haguessin establert un cap de pont. Les imatges publicades el mateix dia van mostrar més avenços russos a l'oest del canal de Síverski Donets - Canal de Donbàs a Txàssiv Iar i a Kalinivka.
El 5 de setembre, es va confirmar que les forces russes havien avançat a l'oest de Klishtxiivka, arribant al Síverski Donets - Canal de Donbàs. Es va informar que es van fer avenços addicionals el mateix dia a través de Kalinivka occidental.

### Avanços al Sud i combats al centre de la ciutat (17 d'ocutbre - present)
El 17 d'octubre, les imatges van confirmar que les forces russes havien avançat en dues direccions: més a l'oest del canal a l'est de Txàssiv Iar, i als límits administratius del sud-est de la ciutat, entrant a la mina "Block-9".
Un representant de la brigada ucraïnesa va informar el 22 d'octubre que la línia defensiva de la ciutat havia estat trencada. Els warblogs russos també van afirmar que s'havien fet avenços, a les parts orientals i nord-est de la ciutat, encara que una altra de la mateixa brigada ucraïnesa va negar que s'hagués produït un avanç rus.
Les forces russes van avançar més a l'est de Stupotxki a principis de novembre, mentre que petits contraatacs van ser executats per Ucraïna.
El 15 de novembre de 2024, les forces russes havien arribat al centre de Txàssiv Iar.
Després de mesos de combats, el Ministeri de Defensa rus va afirmar el 31 de juliol de 2025 que les seves forces havien capturat Txàssiv Iar, publicant imatges de drons que mostraven les seves tropes a zones de la ciutat i afirmant que s'havien desallotjat més de 4.200 edificis i estructures amb uns 50 soldats ucraïnesos capturats.